# بریدن
بریدن (به آلمانی: Brieden) یک شهر در آلمان است که در کوخم-تسل واقع شده‌است. بریدن ۱۳۰ نفر جمعیت دارد.